# Тринидад, Феликс
Феликс Тринидад (исп. Felix Trinidad; 10 января 1973 года, Купи-Альто, Пуэрто-Рико) — пуэрто-риканский боксёр-профессионал, выступавший в полусредней, 1-й средней и средней весовых категориях. Чемпион мира в полусредней весовой (версия IBF, 1993—1999; версия WBC, 1999), 1-й средней (версия WBA, 2000; версия IBF, 2000) и средней (версия WBA, 2001) весовых категориях. Победил 20 боксёров за титул чемпиона мира.
По версии журнала Ring (2003), входит в топ-30 величайших панчеров всех времён. Лучший боксер 2000 года (ring).

## Любительская карьера
Занимался боксом с 12 лет. Его отец и менеджер в середине 1970-х был чемпионом Пуэрто-Рико по боксу (полулегкий вес). За время любительской карьеры Тринидад пять раз становился чемпионом Пуэрто-Рико.
После того, как на Олимпийские игры 1992 вместо Тринидада отправляют другого боксера, он переходит в профессиональный бокс.

## 1990—1994
Карьера в профессиональном боксе началась 10 марта 1990 года, когда ему было 17 лет. В последующих 33 боях в 29 он победил нокаутом.
6 декабря 1991 года состоялся бой с Джейком Родригесом. Победив в поединке, Тринидад, однако, травмировал обе руки. Из-за травм он выбыл на 5 месяцев.
19 июня 1993 года Тринидад стал чемпионом в полусреднем весе, победив двукратного чемпиона мира Мориса Блокера.
Первая защита титула прошла 6 августа 1993 года в Баямоне, Пуэрто-Рико. Бой прошёл против обязательного претендента IBF Луиса Гарсии.
3 октября 1993 года прошёл бой с аргентинским боксёром Альберто Кортесом. Хотя во втором раунде Тринидад дважды побывал в нокдауне, в третьем раунде он вернул преимущество и рефери остановил бой из-за того, что Кортес был не в состоянии продолжать поединок.
С 1993 по 1994 годы Тринидад успешно выходил на ринг против таких боксеров как Энтони Стефенс, Эктор Камачо.

## 17 сентября1994Феликс Тринидад —Луис Рамон Кампас
- Место проведения:  Эм-Джи-Эм Гранд, Лас-Вегас, Невада, США
- Результат: Победа Тринидада техническим нокаутом в 4-м раунде в 12-раундовом бою
- Статус: Чемпионский бой за титул IBF в полусреднем весе (4-я защита Тринидада)
- Рефери: Ричард Стил
- Счет судей: Джерри Рот (27—28 Кампас), Берни Кормиер (28—28), Шейла Хармон (27—29 Кампас)
- Время: 2:41
- Вес: Тринидад 66,50 кг; Кампас 66,50 кг
- Трансляция: Showtime SET

В сентябре 1994 года состоялся поединок двух непобежденных бойцов — Феликса Тринидада и непобежденного Луиса Рамона «Йори Бой» Кампаса. Во 2-м раунде коротким левым крюком в голову Кампас послал Тринидада в нокдаун. В 4-м раунде Тринидад начал избивать мексиканца. Практически все его удары достигали цели. Кампас еле держался. Тринидад прижал его к канатам и провел комбинацию сильных ударов в голову. После того как голова Кампаса откинулась от ударов назад, рефери остановил бой.

## 1994—1998
В 1994—1998 годы Тринидад победил следующих бойцов — непобежденный Оба Карр, Роджер Тёрнер, Ларри Барнс, Родни Мур, Фредди Пендлтон, Рей Ловато, Кевин Люшинг, Трой Уотерс и Зулу Махенг.

## 20 февраля1999Пернелл Уитакер —Феликс Тринидад
- Место проведения:  Мэдисон-Сквер-Гарден, Нью-Йорк, Нью-Йорк (штат), США
- Результат: Победа Тринидада единогласным решением в 12-раундовом бою
- Статус: Чемпионский бой за титул IBF в полусреднем весе (13-я защита Тринидада)
- Рефери: Бенхи Эстевес младший
- Счет судей: Мельвиния Латан (109—118), Биба Экстон (109—118), Сэмюэл Конди (111—117) — все в пользу Тринидада
- Вес: Уитакер 66,68 кг; Тринидад 66,70 кг
- Трансляция: HBO
- Счёт неофициального судьи: Харольд Ледерман (110—117 Тринидад)

В феврале 1999 года состоялся бой Феликса Тринидада и знаменитого боксера Пернелла Уитакера. Во 2-м раунде Тринидад правым кроссом послал противника в нокдаун. Тринидад уверенно выиграл по очкам.

## 1999
В мае 1999 года он победил Уго Пинеду.

## 18 сентября1999Феликс Тринидад —Оскар Де Ла Хойя
- Место проведения:  Мандалей Бэй Ресорт энд Касино, Лас-Вегас, Невада, США
- Результат: Победа Тринидада решением большинства в 12-раундовом бою
- Статус: Чемпионский бой за титул WBC в полусреднем весе (8-я защита Де Ла Хойи); чемпионский бой за титул IBF в полусреднем весе (15-я защита Тринидада)
- Рефери: Митч Халперн
- Счет судей: Джерри Рот (115—113 Тринидад), Боб Лоджист (115—114 Тринидад), Глен Хамада (114—114)
- Вес: Тринидад 66,70 кг; Де Ла Хойя 66,70 кг
- Трансляция: HBO TVKO
- Счёт неофициального судьи: Харольд Ледерман (114—114)

В июне 1999 года состоялся поединок двух непобеждённых чемпионов в полусреднем весе — чемпиона по версии IBF Феликс Тринидада и чемпиона по версии WBC Оскара Де Ла Хойи. Де Ла Хойя уверенно переигрывал пуэрториканца в начале, но в конце боя сдал. Это предопределило решение судей — большинством голосов победил Тринидад. Решение было спорным.
После этого боя Тринидад перешёл в 1-й средний вес.

## 3 марта2000Дэвид Рид —Феликс Тринидад
- Место проведения:  Сизарс-пэлас, Лас-Вегас, Невада, США
- Результат: Победа Тринидада единогласным решением в 12-раундовом бою
- Статус: Чемпионский бой за титул WBA в 1-м среднем весе (3-я защита Рида)
- Рефери: Митч Хэлперн
- Счет судей: Дуэйн Форд (106—114), Стэнли Кристодолу (107—114), Джерри Рот (107—114) — все в пользу Тринидада
- Вес: Рид 69,40 кг; Тринидад 69,40 кг
- Трансляция: Showtime SET

В марте 2000 года состоялся бой двух непобежденных бойцов — Феликса Тринидада и чемпиона мира в 1-м среднем весе по версии WBA Дэвида Рида. В 3-м раунде Рида правым кроссом в подбородок отправил Трининада на настил. В конце 7-го раунде Тринидад провел многоударную комбинацию по голове Рида, после чего тот зашатался и упал. После возобновления боя Тринидад бросился добивать противника, но не успел — прозвучал спасительный для Рида гонг. 11-й раунд получился богатым на события. Через минуту после начала раунда Тринидад левым крюком по печени послал чемпиона в нокдаун. После продолжения боя Тринидад бросился добивать Рида. Рид под градом ударов в голову упал. Это был 2-й нокдаун. Бой продолжился. Рид вновь упал, но на этот раз от того, что не удержал равновесия. Рефери не счел это нокдауном. Рид встал, и Трининад начал его бить. Комментаторы назвали происходещее резнёй (massacre). Рида от нокаута спасла случайность — Трининад попал левым крюком прямо в пах. Судья остановил бой, снял с Тринидада очко и дал время на восстановление Риду. Рид отдыхал всего несколько секунд и решил продолжить бой. За несколько секунд до конца раунда Тринидад провел атаку, после которой Рид решил опуститься на колено. Судья отсчитал 3-й нокдаун. Рид встал и прозвучал гонг. После 12 раундов судьи единогласно объявили победителем пуэрториканца.

## 22 июля2000Феликс Тринидад —Мамаду Тиам
- Место проведения:  Американ Эйрлайнс Арена, Майами, Флорида, США
- Результат: Победа Тринидада техническим нокаутом во 3-м раунде в 12-раундовом бою
- Статус: Чемпионский бой за титул WBA в 1-м среднем весе (1-я защита Тринидада)
- Рефери: Хорхе Алонсо
- Время: 2:48
- Вес: Тринидад 69,90 кг; Тиам 69,20 кг
- Трансляция: HBO
- Счёт неофициального судьи: Харольд Ледерман (20—17 Тринидад)

В июле 2000 года Тринидад встретился с сенегальцем Мамаду Тиамом. Тринидад доминировал весь бой. Очень много ударов с его стороны приходились в цель. В 3-м раунде после массированной атаки со стороны Тринидада Тиам пошёл в сторону, и рефери остановил бой. За эти 3 раунда лицо Тиама превратилось в месиво.

## 2 декабря2000Феликс Тринидад —Фернандо Варгас
- Место проведения:  Мандалей Бэй Ресорт энд Касино, Лас-Вегас, Невада, США
- Результат: Победа Тринидада техническим нокаутом в 12-м раунде в 12-раундовом бою
- Статус: Чемпионский бой за титул WBA в 1-м среднем весе (2-я защита Тринидада); чемпионский бой за титул IBF в 1-м среднем весе (6-я защита Варгаса)
- Рефери: Джей Нейди
- Счет судей: Дуэйн Форд (103—100), Стэнли Кристодулу (104—100), Гленн Хамада (104—99) — все в пользу Тринидада
- Время: 1:33
- Вес: Тринидад 69,90 кг; Варгас 69,90 кг
- Трансляция: HBO TVKO
- Счёт неофициального судьи: Харольд Ледерман (103—100 Тринидад)

В декабре 2000 года состоялся бой двух непобежденных бойцов — Феликса Тринидада и Фернандо Варгаса. В начале 1-го раунда Тринидад левым крюком на встрече попал Варгас прямо в челюсть. Варгаса повело. Тринидад обрушил град ударов на голову противника. Варгас не удержался на ногах и упал. Он сразу же встал. Сразу после продолжения поединка Тринидад налетел на Варгаса. Он пробил 2 левых крюка, 2-й из которых пришёлся в челюсть. Варгас вновь упал. Варгас вновь быстро встал. Тринидад не смог сразу же добить противника. В начале 4-го раунда Варгас встречным левым хуком попал Тринидаду в челюсть, после чего тот оказался на полу. Тринидад сразу же встал. Варгас бросился добивать пуэрториканца. В контраатаке Тринидад попал ему в пах. Варгас согнулся. Рефери приостановил бой, дал время на отдых американцу и снял очко с пуэрториканца. В 10-м раунде Варгас попал в пах Тринидаду. Тринидаду этот удар не причинил вреда, тем не менее рефери снял очко с Варгаса. В 12-м раунде Тринидад красивым левым хуком попал в челюсть Варгаса. Варгас свалился на канвас. Варгас быстро поднялся. Рефери разрешил продолжить бой. Тринидад 1-м же ударом — тем же левым хуком — пробил снова в челюсть, и Варгас снова упал. Американец встал на счет 4. После возобновления поединка Тринидад набросился на противника. Варгас уклонялся от ударов. Тринидад выбросил несколько ударов мимо, затем несколько ударов попали в цель. Варгас выглядел потрясенным. Он попытался клинчевать, но неудачно. Тринидад вовремя отошёл от него и левым хуком попал точно в челюсть Варгаса, и тот вновь упал. Рефери Джей Нейди остановил бой, не открывая счет.
После этого боя Тринидад поднялся в средний вес.

## 12 мая2001Феликс Тринидад —Уильям Джоппи
- Место проведения:  Мэдисон-Сквер-Гарден, Нью-Йорк, Нью-Йорк (штат), США
- Результат: Победа Тринидада техническим нокаутом в 5-м раунде в 12-раундовом бою
- Статус: Чемпионский бой за титул WBA в среднем весе (6-я защита Джоппи)
- Рефери: Артур Мерканте младший
- Счет судей: Мельвина Латан (39—35), Стэнли Кристодулу (39—35), Ги Джутрас (39—35) — все в пользу Тринидада
- Время: 2:25
- Вес: Тринидад 72,20 кг; Джоппи 72,00 кг
- Трансляция: HBO TVKO
- Счёт неофициального судьи: Харольд Ледерман (39—35 Тринидад)

В мае 2001 года Феликс Тринидад вышел на ринг против чемпиона мира в среднем весе по версии WBA Уильяма Джоппи. В конце 1-го раунда Тринидад провел левых хук в челюсть, затем правый, и снова левый. Джоппи упал. Он тяжело встал на счет 5. До конца раунда оставалось несколько секунд и чемпион смог продержаться до гонга. В начале 4-го раунда Тринидад провел несколько правых кроссов, а затем левый хук в челюсть. Джоппи упал на канвас. Он опять тяжело встал, на этот раз на счет 6. Тринидад сразу же бросился добивать, но Джоппи начал спасаться через клинчи. Тринидад не смог его добить. В конце 5-го раунда Тринида провел встречный правый хук, и Джоппи обессиленный рухнул на пол. Он встал, но его сильно шатало, и рефери остановил бой.

## 29 сентября2001Феликс Тринидад —Бернард Хопкинс
- Место проведения:  Мэдисон-Сквер-Гарден, Нью-Йорк, Нью-Йорк (штат), США
- Результат: Победа Хопкинса техническим нокаутом в 12-м раунде в 12-раундовом бою
- Статус: Чемпионский бой за титул WBC в среднем весе (1-я защита Хопкинса); чемпионский бой за титул WBA в среднем весе (1-я защита Тринидада); чемпионский бой за титул IBF в среднем весе (14-я защита Хопкинса)
- Рефери: Стив Смогер
- Счет судей: Дон Акерман (100—109), Стэнли Кристодулу (102—107), Анек Хонгтонгкам (102—107) — все в пользу Хопкинса
- Время: 1:18
- Вес: Тринидад 71,90 кг; Хопкинс 71,21 кг
- Трансляция: HBO PPV
- Счёт неофициального судьи: Харольд Ледерман (101—108 Хопкинс)

В сентябре 2001 года состоялся бой за звание абсолютного чемпиона мира в среднем весе между Феликсом Тринидадом и Бернардом Хопкинсом. Хопкинс доминировал в бою. В последних раундах Тринидад стал много пропускать. В 12-м раунде Хопкинс, попав правым хуком точно в челюсть пуэрториканца, послал его в нокдаун. Тринидад еле встал на счет 9. У рефери Стива Смогера были сомнения продолжать ли бой. Однако на ринг вышел тренер Тринидада, и рефери остановил бой.
После этого Тринидад взял длительный перерыв.

## 2 октября2004Феликс Тринидад —Рикардо Майорга
- Место проведения:  Мэдисон-Сквер-Гарден, Нью-Йорк, Нью-Йорк (штат), США
- Результат: Победа Тринидада техническим нокаутом в 8-м раунде в 12-раундовом бою
- Статус: Рейтинговый бой
- Рефери: Стив Смогер
- Счет судей: Гуй Джутрас (68—64), Фред Уччи (68—64), Стив Вейсфелд (67—64) — все в пользу Тринидада
- Время: 2:39
- Вес: Тринидад 71,60 кг; Майорга 71,70 кг
- Трансляция: HBO PPV
- Счёт неофициального судьи: Харольд Ледерман (68—63 Тринидад)

В октябре 2004 года Феликс Тринидад вернулся на ринг и встретился с известным нокаутером Рикардо Майоргой. Благодаря агрессивности обоих противников, бой получился очень зрелищным. В 3-м раунде Майорга правым крюком попал по Тринидаду и тот, не удержав равновесие, дотронулся перчаткой до пола. Рефери отсчитал нокдаун. В конце 5-го раунда Тринидад зажал Майоргу в углу, а выпустил огромное количество точных ударов в голову Майорги. Маойрга еле достоял до гонга. В 6-м раунде Тринидад, увлекшись атакой, левым крюком попал Майорге по бедру. Рефери дал 5 минут передышки никарагуанцу. В 7-м раунде пуэрториканец тем же ударов вновь попал по бедру Майорге, но рефери бой не стал прерывать. В середине 8-го раунда Майорга пропустил точный левый крюк от Тринидада и пошатнулся. Тринидад, воспользовавшись ситуацией, сразу же выбросил ещё серию ударов по голове. Майорга отошёл назад. Тринидад несколькими крюкам попал точно в голову. Майорга зашёл в угол. Тринидад продолжал бомбить его. Майорга вышел из угла. Тринадад выбросил левый крюк, который пришёлся прямо в печень Майорги и тот, согнувшись, опустился на пол. Майорга встал, и попытался форсировать события в контратаке. Тринидад ещё раз выбросил крюк по печени, но попал по защите, а затем провел серию ударов по головe. Под градом ударов Майорга опустился на пол, сев на колено. Он поднялся. Тринадад тут же всадил несколько быстрых ударов в челюсть с обеих рук. Майорга отошёл к канатам. Тринидад провел ещё серию ударов, и Майорга вновь опустился на пол. На этот раз рефери считать не стал, и остановил бой.

## 14 мая2005Рональд Райт —Феликс Тринидад
- Место проведения:  Эм-Джи-Эм Гранд, Лас-Вегас, Невада, США
- Результат: Победа Райта единогласным решением в 12-раундовом бою
- Статус: Отборочный бой за титул WBC в среднем весе
- Рефери: Джей Нейди
- Счет судей: Дуэйн Форд (120—107), Дэйв Моретти (119—108), Джерри Рот (119—108) — все в пользу Райта
- Вес: Райт 72,60 кг; Тринидад 72,60 кг
- Трансляция: HBO PPV
- Счёт неофициального судьи: Харольд Ледерман (119—108 Райт)

В мае 2005 года Феликс Тринидад встретился в элиминаторе с левшой Рональдом «Уинки» Райтом. Райт за счет джеба доминировал весь бой. Удары Тринидада в основном приходились в блок. В конце 9-го раунда Тринидад ударил Райт в резинку трусов. Рефери снял за это с пуэрториканца очко.
После боя Тринидад заявил об уходе из бокса.

## 19 января2008Рой Джонс —Феликс Тринидад
- Место проведения:  Мэдисон-Сквер-Гарден, Нью-Йорк, Нью-Йорк (штат), США
- Результат: Победа Джонса единогласным решением в 12-раундовом бою
- Статус: Рейтинговый бой
- Рефери: Артур Мерканте младший
- Счет судей: Джули Ледерман (117—109), Нелсон Васкес (116—110), Том Казмарек (116—110) — все в пользу Джонса
- Вес: Джонс 76,90 кг; Тринидад 77,10 кг
- Трансляция: HBO PPV
- Счёт неофициального судьи: Харольд Ледерман (116—110 Джонс)

В январе 2008 года состоялся бой между Феликсом Тринидадом и Роем Джонсом. Первые три раунда Тринидад имел преимущество, но затем Джонс перехватил инициативу. В середине 7-го раунда Джонс провёл правый крюк в верхнюю часть головы противника, и тот упал на колени. Тринидад встал на счёт 8. В конце 10-го раунда Джонс встречным джебом в челюсть послал пуэрториканца во второй нокдаун. Тринидад сразу же поднялся. По окончании боя судьи единогласным решением присудили Джонсу победу.